# Bootmen
Pour plus de détails, voir Fiche technique et Distribution.
Bootmen est un film américano-australien réalisé par Dein Perry et sorti en 2000.

## Synopsis
Un jeune employé dans une usine de Newcastle (Australie) rêve de quitter cette vie pour vivre de sa passion, les claquettes qu'il pratique avec brio depuis son enfance. Il commence alors a recruter quelques passionnés pour pratiquer les claquettes dans les décors brut de l'usine.

## Fiche technique
- Titre : Bootmen
- Réalisation : Dein Perry
- Musique : Cezary Skubiszewski
- Scénario : Hilary Linstead, Steve Worland, Dein Perry
  - Dialogues : Steve Worland
- Photographie : Steve Mason
- Chorégraphie : Dein Perry
- Costumes : Tess Schofield
- Direction artistique : Jon Rohde
  - Décors : Murray Picknett
- Costumes : Tess Schofield
- Producteurs : Antonia Barnard, Hilary Linstead, Dein Perry, Bootmen Productions (Hilary Linstead-Dein Perry), Fox Searchlight Pictures
- Société de distribution :  : UFD,  : Fox Searchlight Pictures
- Pays d'origine :  États-Unis,  Australie
- Langue : anglais
- Genre : Comédie dramatique
- Dates de sortie :
  - Australie : 5 octobre 2000
  - États-Unis : 6 octobre 2000
  - France : 17 janvier 2001

## Distribution
- Adam Garcia (V. F. : Fabrice Josso) : Sean Odken
- Sophie Lee (V. F. : Barbara Kelsch) : Linda
- Sam Worthington (V. F. : Alexis Victor) : Mitchell
- William Zappa (V. F. : Jean-Claude Robbe) : Walter
- Richard Carter (V. F. : Jacques Frantz) : Gary
- Susie Porter (V. F. : Marie-Christine Robert) : Sara
- Anthony Hayes :(V. F. : Bruno Choel)  Huey
- Christopher Horsey (V. F. : Vincent Ropion) : Angus
- Drew Kaluski (V. F. : Pierre-Olivier Mornas) : Colin (comme Andrew Kaluski)
- Lee McDonald (V. F. : Jérôme Pauwels) : Derrick
- Andrew Doyle (V. F. : Tony Joudrier) : Gerard Ball
- Matt Lee : Johnno
- Vaughan Sheffield : Young Sean
- Christian Patterson : Young Mitchell
- Lisa Perry : Sean and Mitchell's Mother
- Bruce Venables : Williams

Source et légende : Version française (V. F.) sur Voxofilm

## Autour du film
Dein Perry s'est inspiré de son spectacle Tap Dogs pour créer ce film où règne une atmosphère hard rock en opposition avec la vision classique des claquettes.